# شركة أرييل للاستثمارات

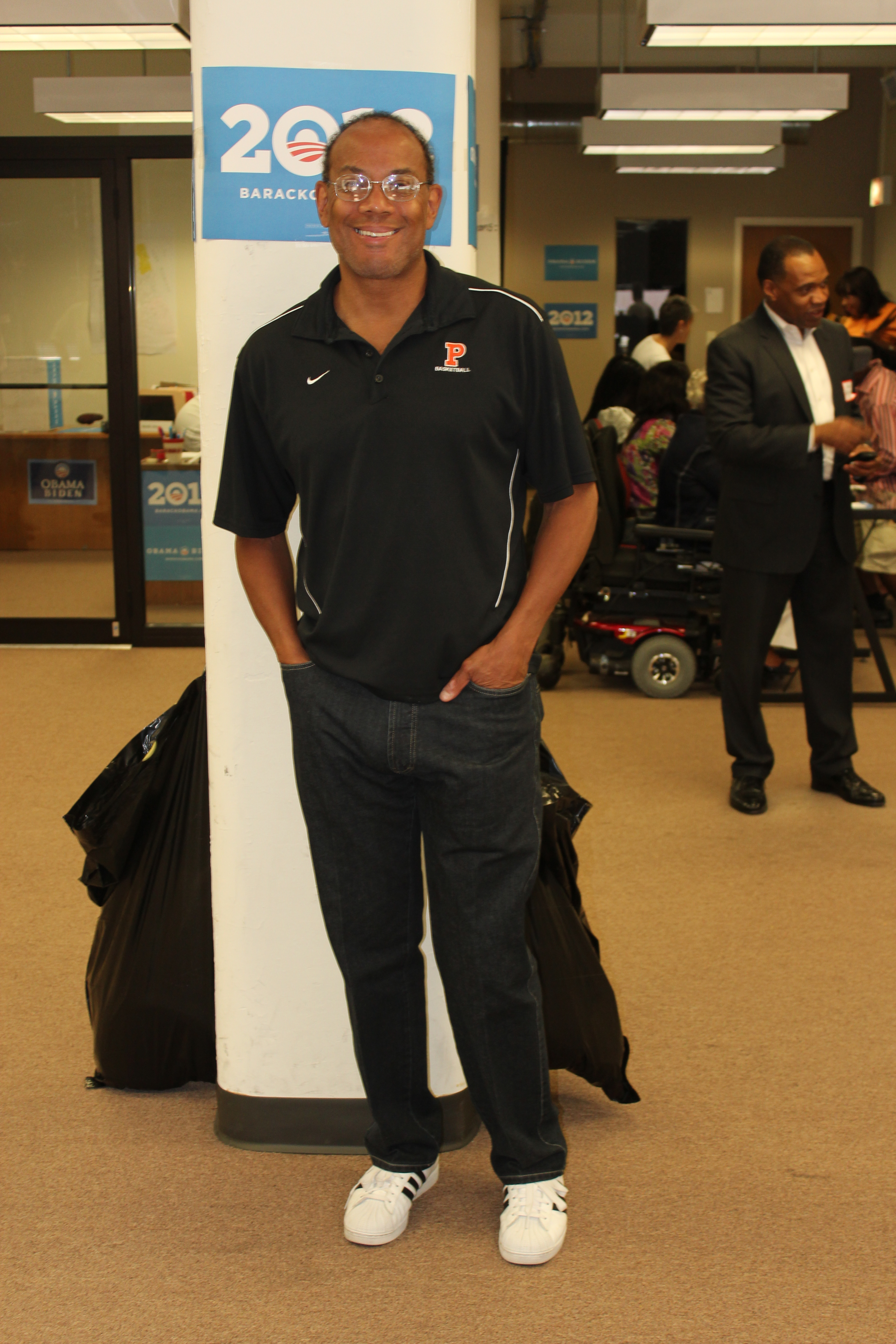
مؤسس الشركة جون واشنطن روجرز الأصغر

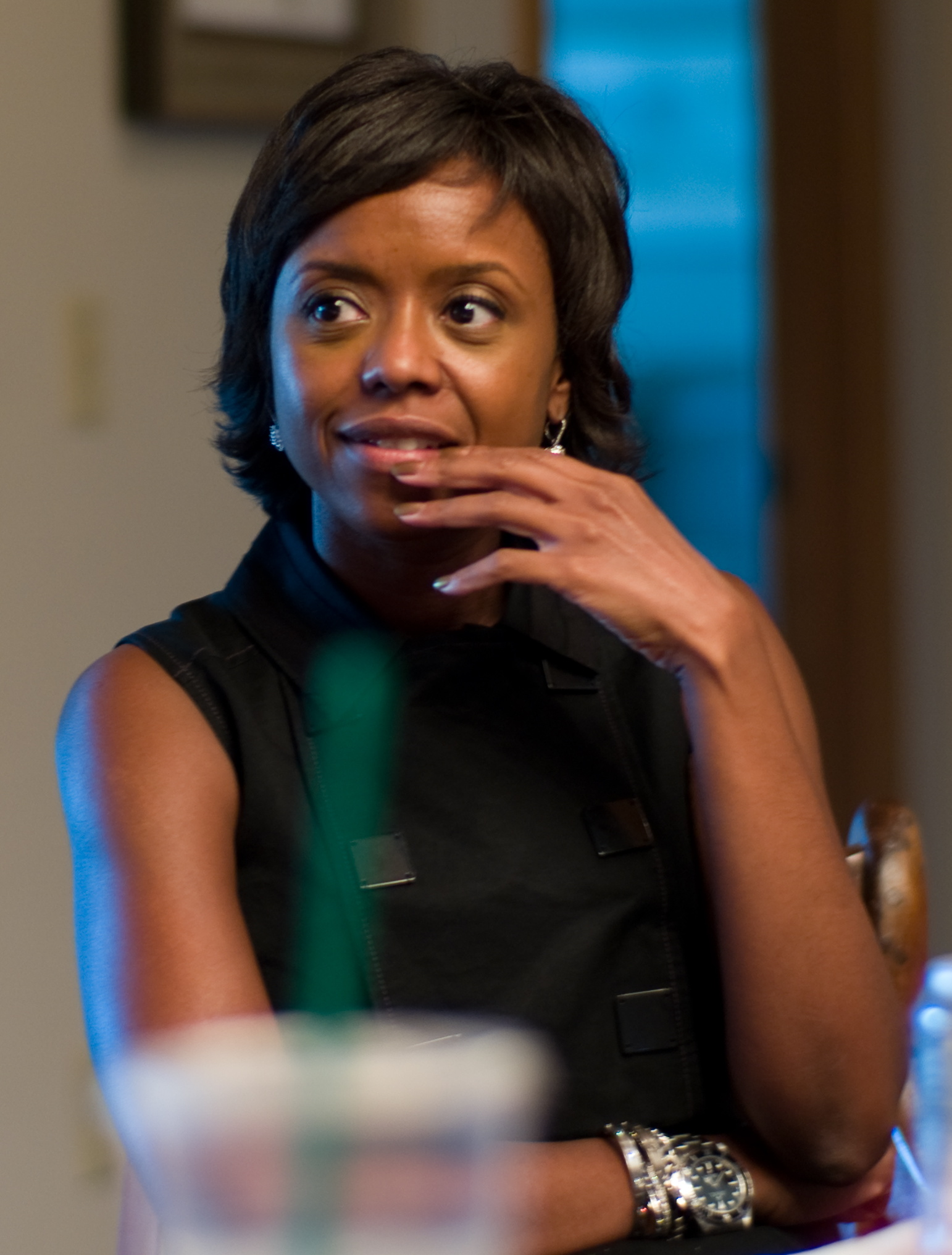
الرئيسة التنفيذية للشركة ميلودي هوبسون

شركة أرييل للاستثمارات هي شركة استثمار توجد في شيكاغو، إلينوي. متخصصة في بيع وشراء الأسهم رخيصة ومتوسطة الثمن للشركات الموجودة في الولايات المتحدة.

## التاريخ
قام جون واشنطن روجرز الأصغر بتأسيس الشركة في عام 1983، وأصبح رئيسا للشركة والمدير التنفيذي لها. بدأت ميلودي هوبسون حياتها المهنية بالعمل في الشركة كمتدربة، حتى أصبحت رئيسة الشركة في أيار/مايو عام 2000. يعمل في الشركة ما يقرب من 88 موظف، ويمتلك مجلس إدارة الشركة حوالي 95% من أسهمها. بلغ قيمة ما تستثمره الشركة حوالي 10 مليار دولار.
تعتبر الشركة من شركات الاستثمار المملوكة للأقليات، بل من أكبر الشركات المملوكة للأقليات. تدعم الشركة مجتمع الأمريكيين ذوي الأصل الأفريقي وتساعدهم في الحصول على حقوقهم وتطوير أعمالهم ومشاريعهم.

## وصلات خارجية
- الموقع الرسمي للشركة
- جون واشنطن روجر الأصغر يتحدث عن الصعوبات التي واجهها أثناء إنشاءة الشركة
- ميلودي هوبسون -رئيسة شركة أرييل- في شيكاغو
- ميلودي هوبسون - شركة أرييل للإستثمارات
- ميلودي هوبسون في مؤتمر تيد
- ميلودي هوبسون تتحدث في جوجل